# Limitált animáció
A limitált animáció egy olyan animációs technika, amelynek segítségével nem kell minden egyes fázist megrajzolni, hanem újra és újra fel lehet használni a korábbi rajzokat.
Az egyik legszembetűnőbb sajátossága a karikatúraszerű, stilizált képi világ, amit megjelenésekor modern dizájnnak neveztek.
A harmincas-negyvenes évekbeli Walt Disney-rajzfilmek megvalósítása a realitáson alapult; minden egyes mozdulatot sebészi pontossággal és rendkívüli részletességgel alkottak meg. Ez a technológia idő- és költségigényes volt. A limitált (vagy korlátozott) animáció segítségével megjelenhetett az absztrakt és a szimbolikus rajzstílus, és rövidebb munkaidővel lehetett effektív animációt alkotni. E technológia nélkül olyan forradalmi rajzfilmek, mint a Sárga Tengeralattjáró vagy Chuck Jones The Dot and the Line-ja sosem készülhettek volna el.
A limitált animáció legfontosabb vonása a fázisrajzok számának redukálása. A film, hogy folyamatos mozgásként érzékelhesse szemünk, 24 képkockát futtat le másodpercenként. Normál sebesség esetében a legtöbb animációs film megdupláz minden fázist, azaz másodpercenként csak 12 különböző képet láthatunk. A gyorsabb mozgás szimulálására mind a 24 fázis lefut, bár rengetegszer láthatunk kimerevített képkockákat, mikor a figura nem mozdul. A Disney-filmek átlagosan 18 rajzzal operáltak másodpercenként. A limitált animáció esetében drasztikusan lecsökken a fázisrajzok száma, amelyek a kulcsfázisok közti átmenetért felelnek.
Emellett a limitált animáció egyéb speciális, időtakarékos praktikákat is használ.

## Történelem

Limitált animáció

A költségtakarékos animáció története a harmincas évekig nyúlik vissza. A korai Looney Tunes-rajzfilmek („Bolondos dallamok”) sztárja Bosko volt. A széria készítői különböző, látható trükköket alkalmaztak (mint a tükrözött rajzok és az ismétlődő animációk), hogy ezzel feleannyi költségből tudjanak méltó konkurenciát alkotni a Disney-filmeknek.
A limitált animáció eredetileg csak egy művészeti elképzelés volt, ám később az alacsony büdzséjű rajzfilmek alapvető technológiája lett. A United Productions of America (UPA) készítette az első, alacsony fázisrajz-számmal operáló rajzfilmeket. A Gerald McBoing-Boing Oscar-díjat nyert, s ezzel ráirányította Hollywood (például a Warner Brothers és a Metro-Goldwyn-Mayer) figyelmét az új formátumra. A limitált animáció legnagyobb hatása természetesen a költségvetésben mutatkozott meg: mivel jóval kevesebb rajzot kellett alkotni, az egyes produkciók büdzséje alacsonyabb lett. Az ötvenes években szinte minden vezető rajzfilmstúdió limitált animációra váltott.
A hatvanas-hetvenes évek volt a limitált animáció aranykora, többek közt a Hanna-Barberának köszönhetően. A szombat reggeli rajzfilmek olcsók és könnyen legyárthatóak voltak. A korszak vezető televíziós stúdiói, a Hanna-Barbera, a Jay Ward Productions és a Filmation a gyengébb animációs megvalósítástól függetlenül virágkorukat élték.

## Technikák
Ezek az apró trükkök drasztikusan lecsökkentik egy animációs film költségeit:
- a fázisrajzok és szekvenciák ismétlődése - az animátoroknak csak egyszer kell megrajzolnia, ahogy egy karakter sétál.
- a karaktert különböző részekre bontják, s ezeket csak önmagukban kell animálni (a száj vagy a kar egy statikus háttér felett mozog).
- a beállítások és a vágás legoptimálisabb megoldásai.
- kameratrükkök alkalmazása a mozgás hatásának szimulálására.
- tükrözhető figurák - sok rajzfilmfigura direkt emiatt szimmetrikus.
- a látvány másodlagos lesz a hangok után, így a verbális humor lesz a rajzfilmek lényege ("beszélőfejek").
- a körvonalak segítették a karakter árnyékainak megjelenítését.
- egyetlen rajz végighúzása a háttéren, ezzel mozgást imitálva.
- állandó jelenetek. A japán anime-filmek Magical girls nevű műfajában a figurák átváltozásakor, vagy a Filmation filmjeiben láthatjuk ezt a megoldást.
- korábbi epizódok vagy azok jeleneteinek gyakori visszatérése (általában sorozatok esetében).
- a limitált animáció legkomikusabb megjelenése a Syncro-Vox technológia, ahol a szájmozgásokat úgy oldják meg, hogy hús-vér színészek száját felveszik filmre, s ezt az "animált" karakterről készült képre helyezik, hogy ezzel a karakter szájmozgását imitálják. A Cambria Studios használta ez a technológiát leggyakrabban, főként a Clutch Cargo című művükben.

## Példák
Példák limitált animációval készült rajzfilmekre: Gerald McBoing-Boing, Rooty Toot Toot, Mr. Magoo, The Rocky and Bullwinkle Show, Rózsaszín párduc, Clutch Cargo és Kinnikuman.
Napjainkban a hetvenes évek iránti nosztalgia megjelent a rajzfilmezésben is, s ezzel létrejött az Adobe Flash és a limitált animáció szerelemgyereke. Emellett modern rajzstílusokat is kombinálnak limitált animációs technikával, ahogy ezt láthatjuk Az életem tinirobotként, a Pindúr pandúrok, a Két buta kutya, a Danny Phantom, a Dexter laboratóriuma, a Szamuráj Jack, a South Park, a Clone High, a Total Dráma Sziget, a Johnny Test, a Kick Buttowski: Suburban Daredevil, a Jimmy Two-Shoes, a The Fairly OddParents, az El Tigre: The Adventures of Manny Rivera, a The Mighty B!, a The X's, a Ren és Stimpy Show a Wayside vagy a Sit Down, Shut Up esetében.
A legtöbb japán anime használ limitált animációs trükköket. Osamu Tezuka kezdte el használatukat az Astro Boy-nál, hogy időt és pénzt takaríthasson meg. A technika kombinálva a manga látványvilágával egy nagyon egyéni stílust eredményezett. A limitált animáció az animékben sűrűn megjelenik az akciójelenetekben, mint a robotharcoknál vagy az átváltozásoknál. Emellett a televíziós anime-sorozatokban is sűrűn láthatjuk a limitált animáció stílusjegyeit. A legtöbb japán projekt sokkal olcsóbb az amerikaiaknál, például Hayao Miyazaki Ponyo című műve, ami az eddigi legdrágább japán animációs film, csak 34 millió dollárba került.

## Fordítás
- Ez a szócikk részben vagy egészben  a   Limited animation című angol Wikipédia-szócikk fordításán alapul.  Az eredeti cikk szerkesztőit annak laptörténete sorolja fel. Ez a jelzés csupán a megfogalmazás eredetét és a szerzői jogokat jelzi, nem szolgál a cikkben szereplő információk forrásmegjelöléseként.

## Külső hivatkozások
- A Clutch Cargo egyik epizódja. Ez a sorozat reprezentálja talán a legjobban a limitált animáció összes stílusjegyét
- A klasszikus Hanna-Barbera sorozatok is rendszeresen használták a limitált animációs technikákat, jóllehet talán nem annyira szembetűnően, mint a Clutch Cargo. Részlet a Scooby Doo-ból.
- Limitált animációval operáló rajzfilm-reklám az ötvenes évekből.